# نيريا لوسيو بوزاتو
نيريا لوسيو بوزاتو (من مواليد 13 يناير 1980 في مونتي سانتو دي ميناس) محامية وسياسية من البرازيل. وهي تنتمي إلى حزب العمال. كانت مستشارة وعملت لفترتين وتشغل حاليًا منصب نائب رئيس بلدية باتروسينيو باوليستا. كانت أول امرأة تُنتخب نائبة لرئيس بلدية باتروسينيو باوليستا وأول برازيلية أفريقية تشغل منصب مستشار وعمدة هذه المدينة. كانت ولايتها عام 2007.

## السيرة الشخصية
ولدت نيريا لعائلة إنجيلية متواضعة. مكرسه لعمله في كنيستها جمعية الله في باتروسينيو باوليستا. تزوجت منذ عام 1998 من خوسيه روبرتو بوزاتو والدة لوكاس بوزاتو. بعد فترة وجيزة من الزواج انتقلت نيريا إلى ساو خوسيه دو ريو بريتو، لكنها عادت إلى باتروسينيو باوليستا بعد فترة وجيزة. شغلت مناصب مختلفة في مجمع الكنيسة منذ بدايتها. درست القانون، وأصبحت محامية بعد اجتياز امتحان وسام محامي البرازيل.

## الحياة السياسية
مع حلم أن تصبح سياسية ، سعت للحصول على عضوية الحركة الديمقراطية البرازيلية في عام 2004، لأغراض العضوية والتطبيق المحتمل، ومع ذلك لم يُظهر الحزب اهتمامًا بها بسبب التحيزات حول قدرتها على الفوز في الانتخابات. من خلال انضمامها إلى حزب العمال تم انتخابها في أول طلب. في عام 2008 أعيد انتخابها بتصويت قياسي، وهي عضوة المجلس بأكبر عدد من الأصوات. في عام 2012 ترشحت لمنصب نائب رئيس البلدية، وانتُخبت. تولت منصبها في 1 يناير 2013 كونها أول امرأة تشغل منصب نائب العمدة وأيضًا أول نائبة عمدة برازيلية أفريقية في باتروسينيو باوليستا.